# Маямі-іллінойс
Маямі-іллінойс (Myaamia, [mjɑːmia]) — індіанська алгонкінська мова, якою розмовляли в США, переважно в штатах Іллінойс, Міссурі, Індіана, на заході Огайо та прилеглих територіях вздовж річки Міссіссіппі племенами конфедерації Іллінойс. З 1990-х років плем'я маямі в штаті Оклахома разом із Університетом Маямі (Оксфорд, штат Огайо) працює над відродженням мови.

## Лексичне порівняння
Кількісні числівники в діалектах племен маямі та іллінойс:
| Число | Маямі        | Іллінойс      | Прото- маямі- іллінойс |
| ----- | ------------ | ------------- | ---------------------- |
| '1'   | nkoti        | nikote        | *ni-koti               |
| '2'   | nīšwi        | nihssou       | *nīšwi                 |
| '3'   | nihswi       | nihssoui      | *nihswi                |
| '4'   | nīwi         | nihoui        | *nīwi                  |
| '5'   | yālanwi      | niaharaugh    | *nyālanwi              |
| '6'   | kākāthswi    | kakatsoui     | *kākāthswi             |
| '7'   | swāhtēthswi  | soatatsoui    | *swāhtēthswi           |
| '8'   | palāni       | parahare      | *palā-                 |
| '9'   | nkotiminēhki | nicote maneki | *ni-koti menēhki       |
| '10'  | matāthswi    | mitatsoni     | *metāthswi             |